# Álex García
Alejandro Juan García Fernández (San Cristóbal de La Laguna, Tenerife, Îles Canaries ; 14 novembre 1981), plus connu sous le nom d'Álex García, est un acteur espagnol connu pour ses rôles dans des séries télévisées telles que Sin tetas no hay paraíso ou Tierra de lobos et dans des films tels que Seis puntos sobre Emma, Kamikaze ou Si yo fuera rico,.

## Biographie
Álex García est né le 14 novembre 1981 à San Cristóbal de La Laguna, Tenerife. Il a eu son premier contact avec la télévision alors qu'il était encore enfant, en présentant un programme sur Canal 7 del Atlántico (une chaîne de télévision locale de Ténériffe). Sur cette chaîne de télévision, il a présenté le carnaval de Santa Cruz de Tenerife en tant que reporter. Il s'est également rendu au Venezuela et à Cuba pour des programmes spéciaux sur cette chaîne, afin de rencontrer des émigrés des îles Canaries.
Son premier rôle à la télévision a été dans la série Compañeros. Par la suite, il a combiné l'école d'art dramatique Cristina Rota avec plusieurs spectacles de théâtre. Son premier projet théâtral est Desnudos, dirigé par José Luis Sáiz. Après cette première immersion sur scène, il a travaillé avec de grands metteurs en scène comme Miguel Narros, qui l'a dirigé dans Salomé dans une version de Mauro Armiño avec María Adánez dans le rôle de Salomé, et avec José María Pou, qui l'a dirigé dans La cabra d'Edward Albee. Au théâtre, on l'a également vu dans El cuerdo loco, sous la direction de Carlos Aladro, et dans Othello, dans le rôle de Casio, avec Raúl Prieto dans le rôle d'Othello. Ces dernières années, il a travaillé sous la direction de Natalia Menéndez dans Realidad, avec Javier Cámara et María Pujalte dans les rôles principaux. En 2012, il a travaillé sous les ordres de José María Gual dans Dany et Roberta, où elle partage le rôle principal avec Itziar Miranda. En 2013, il joue aux côtés de Maribel Verdú, Emma Suárez, Ariadna Gil et Fernando Cayo dans Los hijos de Kennedy, toujours sous la direction de José María Pou.
À la télévision, il a joué pendant deux ans dans Amar en tiempos revueltos, dans le rôle d'Alfonso García. Il a également joué le rôle de José Moreno dans la série Sin tetas no hay paraíso entre 2008 et 2009. En 2010, il a été la vedette de la série Tierra de lobos sur Telecinco, où il a joué le rôle de César Bravo. En 2011, il a joué aux côtés de Verónica Echegui et Antonio Velázquez dans le long métrage Seis puntos sobre Emma.
En 2014, il joue dans le long métrage Kamikaze d'Álex Pina. Un an plus tard, il joue à nouveau dans le long métrage de Paula Ortiz, La novia, pour lequel il est nommé aux Prix Goya en tant que meilleur espoir. En 2017, il rejoint la distribution principale de la série d'Antena 3 Tiempos de guerra.
En 2018, il est à la tête de la distribution de l'émission El Continental de TVE, aux côtés de Michelle Jenner. En 2019, il joue dans les longs métrages Gente que viene y bah de Patricia Font, Litus de Dani de la Orden et Si yo fuera rico d'Álvaro Fernández Armero. En 2020, sous la direction de Rodrigo Sorogoyen, il joue dans la série Antidisturbios, dont la première a eu lieu en octobre sur Movistar Plus+, et pour laquelle il a été nommé aux prix Feroz, Forqué et Fotogramas de Plata. En 2020, il joue dans le film Jusqu'à ce que le mariage nous sépare de Dani de la Orden, aux côtés des actrices Belén Cuesta et Silvia Alonso.
En 2021, il joue dans le film Solo una vez de Guillermo Ríos, aux côtés de Silvia Alonso. La même année, il est annoncé qu'il a signé pour la série Amazon Prime Video Une affaire privée, dans laquelle il joue le rôle d'Andrés. Movistar+ a également annoncé son rôle principal dans la série El inmortal, où il incarne José Antonio, un personnage inspiré de Juan Carlos Peña,.

## Vie privée
L'acteur a entamé une relation amoureuse avec Verónica Echegui à la fin de l'année 2010, après avoir joué ensemble dans Seis puntos sobre Emma. Depuis, ils ont partagé l'écran à plusieurs reprises. Ils vivent ensemble dans une maison à la campagne, dans les environs de Madrid.
En février 2022, l'acteur et sa compagne ont fait l'objet d'une enquête dans le cadre de l'opération policière Jenner pour avoir prétendument fait partie des clients d'une organisation qui inscrivait sur le registre de vaccination COVID des personnes qui n'avaient reçu aucune dose afin d'obtenir le soi-disant passeport covid alors qu'elles ne remplissaient pas les conditions requises, selon des sources policières,,.

## Filmographie

### En tant qu'acteur
| Année | Titre (original)                                    | Titre (traduction)                                                            | Rôle               | Réalisateur(trice)      |
| ----- | --------------------------------------------------- | ----------------------------------------------------------------------------- | ------------------ | ----------------------- |
| 2004  | Reprimidos                                          | Réprimés                                                                      | Álvaro Hidalgo     | Ignacio Delgado         |
| 2009  | Entre esquelas                                      | Entre deux nécrologies                                                        | Víctor             | Adán Martín             |
| 2011  | Seis puntos sobre Emma                              | Six points sur Emma                                                           | Germán             | Roberto Pérez Toledo    |
| 2013  | Combustión                                          | La chasse                                                                     | Officier de police | Daniel Calparsoro       |
| 2014  | Kamikaze                                            | Kamikaze                                                                      | Slatan             | Álex Pina               |
| 2015  | Hablar                                              | Parler                                                                        | Alicia             | Joaquín Oristrell       |
| 2015  | La novia                                            | La mariée                                                                     | Leonardo           | Paula Ortiz             |
| 2016  | La punta del iceberg                                | La partie émergée de l'iceberg                                                | Jaime Salas        | David Cánovas           |
| 2016  | Gernika                                             |                                                                               | Marco              | Koldo Serra             |
| 2016  | Kiki, el amor se hace                               | Kiki, l'amour en fête                                                         | Alejandro          | Paco León               |
| 2016  | No culpes al karma de lo que te pasa por gilipollas | Ne blâmez pas le karma pour ce qui vous arrive parce que vous êtes un connard | Aarón              | María Ripoll            |
| 2019  | Gente que viene y bah                               | Des gens qui vont et viennent                                                 | Diego              | Patricia Font           |
| 2019  | Litus                                               | Litus                                                                         | Pablo              | Dani de la Orden        |
| 2019  | Si yo fuera rico                                    | Si j'étais riche                                                              | Santi              | Álvaro Fernández Armero |
| 2020  | Hasta que la boda nos separe                        | Jusqu'à ce que le mariage nous sépare                                         | Carlos             | Dani de la Orden        |
| 2020  | Orígenes secretos                                   | Origines secrètes                                                             | Javier             | David Galán Galindo     |
| 2021  | Solo una vez                                        | Une seule fois                                                                | Pablo              | Guillermo Ríos          |

| Année            | Titre (original)                   | Titre (traduction)                 | Chaîne             | Rôle                     | Nombre d'épisodes |
| ---------------- | ---------------------------------- | ---------------------------------- | ------------------ | ------------------------ | ----------------- |
| 2001-2002        | Compañeros                         | Partenaires                        | Antena 3           | Sergio Palacios "Serpa"  | 25                |
| 2006             | Génesis: En la mente de un asesino | Genesis : L'Origine du crime       | Cuatro             | Julián Ruiz              | 1                 |
| 2007             | Hospital Central                   | Hôpital Central                    | Telecinco          | Julio Gómez              | 14                |
| 2007             | Quart, el hombre de Roma           | Quart, le romain                   | Antena 3           | Manuel                   | 1                 |
| 2008-2009        | Sin tetas no hay paraíso           | Sans seins il n'y a pas de paradis | Telecinco          | José Moreno              | 25                |
| 2008-2010        | Amar en tiempos revueltos          | Aimer en temps de crise            | La 1               | Alfonso García Guerrero  | 329               |
| 2010-2014        | Tierra de lobos                    | La terre des loups                 | Telecinco          | César Bravo              | 29                |
| 2013             | Fenómeno                           | Phénomène                          | Antena 3           | Jorge                    | 1                 |
| 2015             | Habitaciones cerradas              | Chambres fermées                   | La 1               | Amadeo Lax               | 2                 |
| 2017             | Tiempos de guerra                  | Temps de guerre                    | Antena 3           | Fidel Calderón Santacruz | 13                |
| 2018             | El Continental                     | Le Continent                       | La 1               | Ricardo León             | 10                |
| 2020             | En casa                            | À la maison                        | HBO España         | Novio                    | 1                 |
| 2020             | Antidisturbios                     | Contrôle des émeutes               | #0                 | Alexander Parra          | 6                 |
| 2022             | Un asunto privado                  | Une affaire privée                 | Amazon Prime Video | Andrés                   | 8                 |
| 2022-aujourd'hui | El inmortal                        | L'immortel                         | Movistar Plus+     | José Antonio             | 8                 |
| 2022-aujourd'hui | Sagrada Familia                    | Sur l'autel de la famille          | Netflix            | Germán                   | 8                 |

| Année | Titre (original)                | Titre (traduction)              | Réalisateur(trice)                    |
| ----- | ------------------------------- | ------------------------------- | ------------------------------------- |
| 2004  | 913                             | 913                             | Galder Gaztelu-Urrutia et Félix Guede |
| 2005  | Clases particulares             | Cours particuliers              | Alauda Ruiz de Azúa                   |
| 2007  | Un día cualquiera               | Chaque jour                     | Álex García                           |
| 2008  | Voluntario                      | Volontaire                      | Javier San Román                      |
| 2008  | Yo te prefiero                  | Je te préfère                   | José Cabrera Betancourt               |
| 2008  | Ante tus ojos                   | Sous vos yeux                   | Aaron J. Melián                       |
| 2009  | Culpa de la luna                | La faute à la lune              | Virginia Llera                        |
| 2009  | Encuentro                       | Rencontre                       | Nick Igea                             |
| 2012  | Hotel Amenities                 | Services hôteliers              | Julia Guillén Creagh                  |
| 2013  | Lo sé                           | Je le sais                      | Manuela Burló Moreno                  |
| 2013  | #Sequence un segmento: Sex tape | #Séquence un segment : Sex tape | Roberto Pérez Toledo                  |
| 2015  | Trois                           | Trois                           | Roberto Pérez Toledo                  |

| Année     | Titre (original)                             | Titre (traduction)                          | Auteur              | Réalisateur(trice) |
| --------- | -------------------------------------------- | ------------------------------------------- | ------------------- | ------------------ |
| 2005      | Salomé                                       |                                             | Oscar Wilde         | Miguel Narros      |
| 2007      | La cabra o ¿quién es Sylvia?                 | La Chèvre, ou Qui est Sylvia ?              | Edward Albee        | Josep Maria Pou    |
| 2009      | El cuerdo loco                               | Le fou sain d'esprit                        | Lope de Vega        | Carlos Aladro      |
| 2010      | Otelo                                        | Othello                                     | William Shakespeare | David Boceta       |
| 2012      | Dany y Roberta                               |                                             | Patrick Shanley     | Joan María Gual    |
| 2013-2014 | Los hijos de Kennedy                         | Les enfants de Kennedy                      |                     | Josep María Pou    |
| 2015      | El Burlador de Sevilla y convidado de piedra | Le moqueur de Séville et l'invité de pierre |                     | Darío Facal        |
| 2016-2017 | Incendios                                    | Incendies                                   | Wajdi Mouawad       | Mario Gas          |
| 2019-2020 | Jauría                                       | Chenil                                      | Jordi Casanovas     | Miguel del Arco    |

### En tant que producteur
| Année | Titre (original) | Titre (traduction) |
| ----- | ---------------- | ------------------ |
| 2020  | Tótem loba       | Le totem du loup   |

## Prix et nominations
| Année | Prix                                                                            | Catégorie                                                  | Œuvre nommée                   | Résultat |
| ----- | ------------------------------------------------------------------------------- | ---------------------------------------------------------- | ------------------------------ | -------- |
| 2007  | Prix Ercilla                                                                    | Meilleur second rôle masculin                              | La Chèvre, ou Qui est Sylvia ? | Nommé    |
| 2009  | Festival international du film et de la télévision historiques de Reino de León | Meilleur acteur de série télévisée                         | Amar en tiempos revueltos      | Gagnant  |
| 2009  | Festival international du film de Monca                                         | Meilleur acteur de court métrage                           | Encuentro                      | Gagnant  |
| 2012  | Prix de l'Unión de Actores y Actrices                                           | Meilleur espoir masculin                                   | Entre esquelas                 | Gagnant  |
| 2013  | Festival international du film de Bajo la Luna                                  | Meilleur acteur                                            | Hotel Amenities                | Gagnant  |
| 2015  | Festival de solidarité du cinéma espagnol de Cáceres                            | Espoir masculin                                            | Kamikaze                       | Gagnant  |
| 2016  | Prix Goya                                                                       | Meilleur espoir masculin                                   | La Novia                       | Nommé    |
| 2021  | Prix du film José María Forqué                                                  | Meilleure interprétation masculine dans une série          | Antidisturbios                 | Nommé    |
| 2021  | Prix Feroz                                                                      | Meilleur acteur principal dans une série                   | Antidisturbios                 | Nommé    |
| 2021  | Fotogramas de Plata                                                             | Meilleur acteur de télévision                              | Antidisturbios                 | Nommé    |
| 2022  | Prix de l'Unión de Actores y Actrices                                           | Meilleur espoir masculin                                   | Antidisturbios                 | Nommé    |
| 2022  | Prix Goya                                                                       | Meilleur court métrage de fiction (en tant que producteur) | Tótem loba                     | Gagnant  |
| 2023  | Prix de l'Unión de Actores y Actrices                                           | Meilleur espoir masculin                                   | El Inmortal                    | Nommé    |
| 2023  | Prix Feroz                                                                      | Meilleur acteur principal dans une série                   | El Inmortal                    | Nommé    |
| 2023  | Fotogramas de Plata                                                             | Meilleur acteur de télévision                              | Sur l'autel de la famille      | Nommé    |